# إسحاق كيز
إسحاق كيز (بالإنجليزية: Isaac Keys)‏ هو لاعب كرة قدم أمريكية ولاعب كرة قدم كندية أمريكي، ولد في 6 يونيو 1978 في سانت لويس في الولايات المتحدة.

## وصلات خارجية
- إسحاق كيز على موقع IMDb (الإنجليزية)

- إسحاق كيز على موقع مرجع كرة القدم المحترفة.كوم (الإنجليزية)